# Tapeinidium denhamii
Tapeinidium denhamii' är en ormbunkeart som först beskrevs av William Jackson Hooker och som fick sitt nu gällande namn av Carl Frederik Albert Christensen.'
Tapeinidium denhamii ingår i släktet Tapeinidium och familjen Lindsaeaceae. Inga underarter finns listade i Catalogue of Life.